# Вилла-дель-Конте
Вилла-дель-Конте (итал. Villa del Conte) — коммуна в Италии, располагается в провинции Падуя области Венеция.
Население составляет 5022 человека (на 2001 г.), плотность населения составляет 290 чел./км². Занимает площадь 17 км². Почтовый индекс — 35010. Телефонный код — 049.
Покровителями коммуны почитаются святой Иосиф Обручник и Юлиана Фальконьери, празднование 16 февраля.